# Polistes vergnei
Polistes vergnei (лат.) — ископаемый вид ос из подсемейства Polistinae семейства Vespidae. Обнаружены в палеоценовых отложениях Европы. Франция (Menat).
Длина тела 17,0 мм, длина переднего крыла 11,2 мм.
Вместе с другими ископаемыми видами ос, такими как Palaeopolistes jattioti, Polistes industrius, Polistes signatus, Polistes kirbyanus, Polybia anglica, Polybia oblita, Polistes attavinus являются древнейшими бумажными осами подсемейства полистины. Типовой экземпляр таксона (голотип) был потерян, вероятно в ходе Второй мировой войны.